# Отношения между Бразилия и Русия
Отношенията на Русия и Бразилия претърпяват значително подобрение напоследък, характеризирайки се с нарастване на търговията, съвместни дейности във военния сектор и развитието на технологиите. Днес Бразилия е във важен съюз с Руската федерация, партнирайки си в сфери като космически и военни технологии и телекомуникациите.

## История
Бразилия и СССР установяват дипломатически отношения на 2 април 1945 г. Бразилия поддържа неутрална, но дистанцирана политика спрямо Съветския съюз по време на Студената война. Двустранните отношения са били ограничени до търговия и споразумение за съвместни действия с незначителна важност. С разпадането на Съветския съюз и последващото раждане на Руската федерация, преговорите между двете нации се засилват и водят до Бразилско-руски договор за сътрудничество подписан на 21 ноември 1997 г.
През 2001 г. комитет, оглавен от бившия вицепрезидент, Марко Марсел, и министър-председателя на Русия, Михаил Касянов, сключват дългосрочни договори, които поставят началото на стратегическо партньорство между двете страни и създаването на Бразилско-Руска Правителствена Комисия.
Продължавайки по този път, настоящият вицепрезидент на Бразилия, Жосе Аленкар, предприема пътуване до Москва през септември 2003 г., за да се срещне с руския президент Владимир Путин и старшите членове на неговия кабинет. Двете държави подписват Бразилско-руски договор за военни технологии и трансфер, който е важно споразумение в сферата на космическите технологии, противоракетната отбрана и трансфера на военните оръжия.
В отговор на поканата, отправена от президента на Бразилия, Луис Инасио Лула да Силва, Владимир Путин прави държавно посещение в Бразилия на 22 ноември 2004 г.
На 18 октомври 2005 г., по време на държавното посещение в Москва, президентите сключват двустранен Бразилско-руски стратегически съюз, който дава възможност на Бразилската космическа агенция да изпрати в космоса първия бразилски астронавт Марко Понтес от чужбина, по време на мисията Soyuz TMA-8.
На 26 ноември 2008 г., по време на държавно посещение на президента Дмитрий Медведев в Бразилия, двете държави подписват споразумение за освобождаване от визи, сътрудничество в авиокосмонавтиката, ядрената и отбранителната индустрии.
Втората БРИК конференция се провежда в Бразилия, следвайки първата в Русия.

## Общо членство в международни организации
БМР • БРИК • МААЕ • МБВР • ИКАО • МФЧК/ЧП • МАР • МФК • МХО • МОТ • МВФ • ИМО • Инмарсат • Интелсат • Интерпол • МОК • МОМ • ИСО • ИТУ • ЛАИА • ГЯД • ПАС • ООН • УНКТАД • ЮНЕСКО • ВКБООН • ЮНИДО • УНИТАР • ЮНТАЕТ • СОТ • ВПС • СМО • СЗО • СОИС • СМО